# Cyklus fresek ze 14. století v Padově
Cyklus fresek ze 14. století v Padově je název italské památky světového kulturního dědictví UNESCO, která byla na seznam zapsána v roce 2021. Jedná se o osm skupin sakrálních i světských staveb v historické části města Padova. V interiéru všech staveb se nachází řada fresek z období 1302 až 1397 od různých mecenášů a autorů. Nejvýraznější z nich je cyklus fresek v kapli Scrovegni od Giotta, který je považován za počátek revoluce v dějinách nástěnného malířství. Dalšími malíři jsou např. Guariento di Arpo, Giusto de Menabuoi, Altichiero da Zevio, Jacopo Avanzi a Jacopo de Verona.
Fresky jsou příkladem zcela nového způsobu malířství s novými prostorovými perspektivami ovlivněnými pokroky v optice a novou schopností reprezentovat lidské postavy ve všech jejich charakteristikách, včetně pocitů a emocí. Tyto inovace znamenaly novou éru v dějinách umění.

## Přehled staveb
| Stavba                   | Zem. souřadnice                  |
| ------------------------ | -------------------------------- |
| Cappella degli Scrovegni | 45°24′43″ s. š., 11°52′46″ v. d. |
| Chiesa degli Eremitani   | 45°24′38″ s. š., 11°52′48″ v. d. |
| Palazzo della Ragione    | 45°24′26″ s. š., 11°52′31″ v. d. |
| Loggia dei Carraresi     | 45°24′26″ s. š., 11°52′16″ v. d. |
| Battistero di Padova     | 45°24′24″ s. š., 11°52′18″ v. d. |
| Basilica di Sant'Antonio | 45°24′5″ s. š., 11°52′51″ v. d.  |
| Oratorio di San Giorgio  | 45°24′4″ s. š., 11°52′49″ v. d.  |
| Oratorio di San Michele  | 45°24′5″ s. š., 11°52′9″ v. d.   |

## Galerie

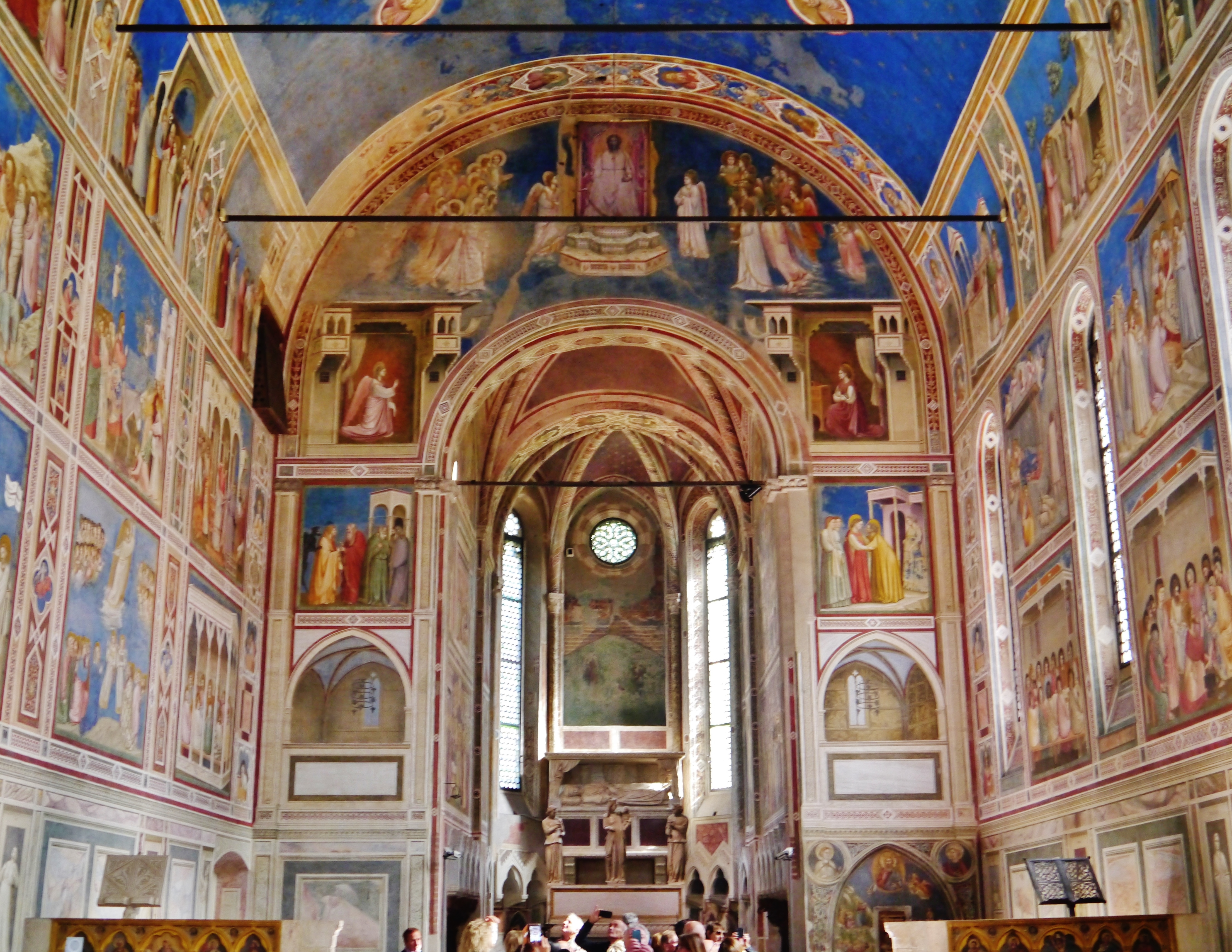
Kaple Scrovegni
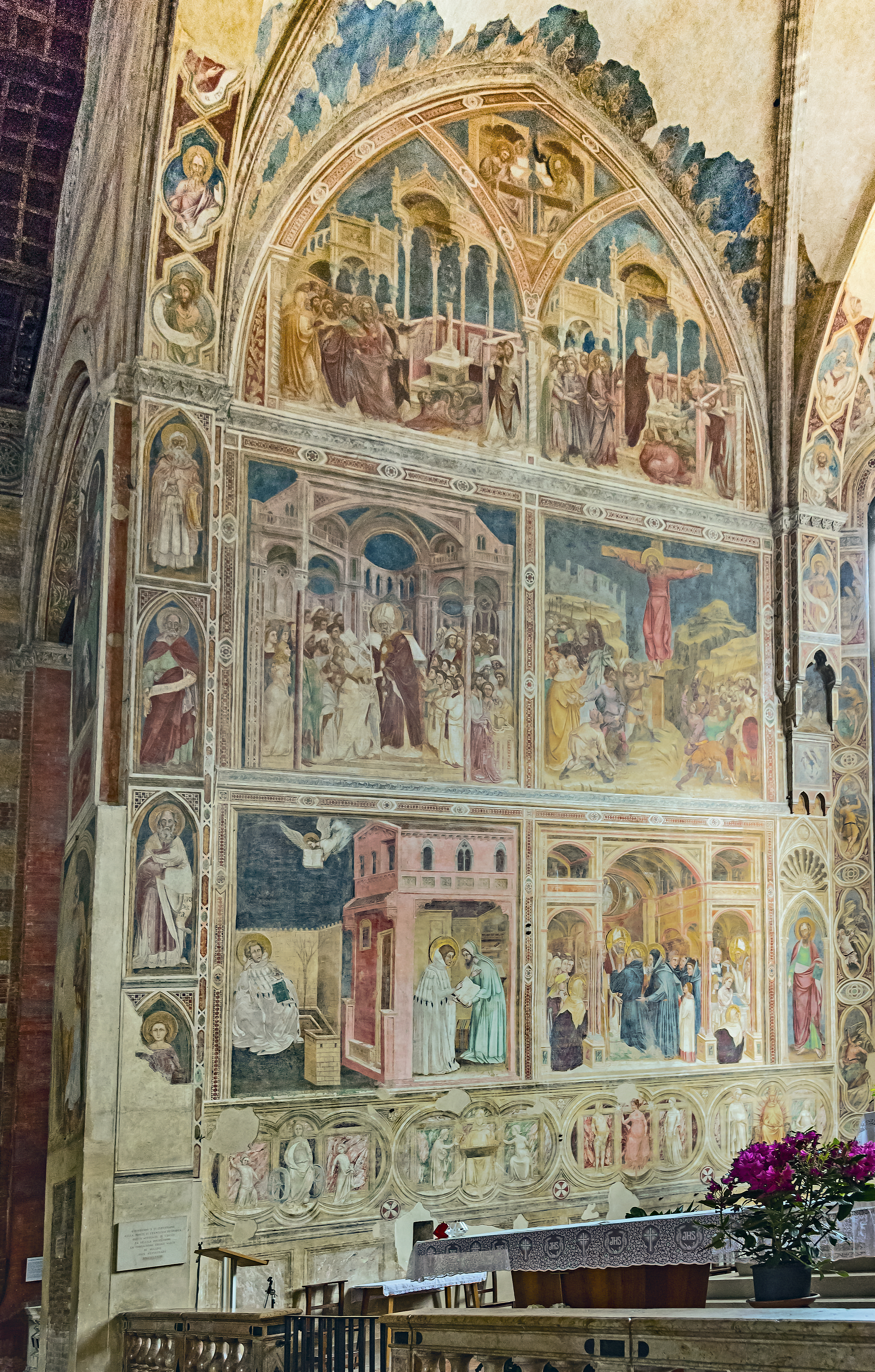
Kostel Eremitani
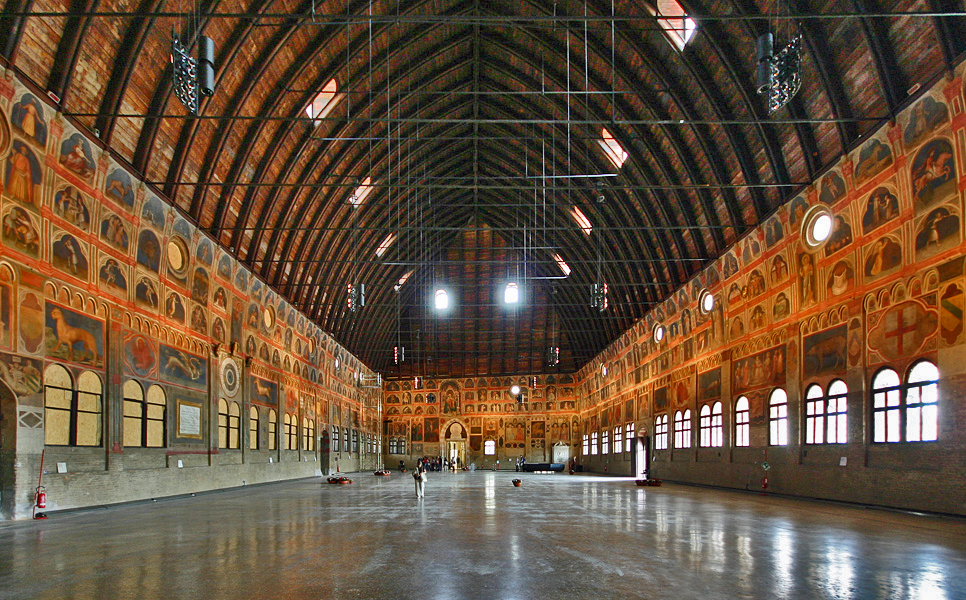
Palác Ragione
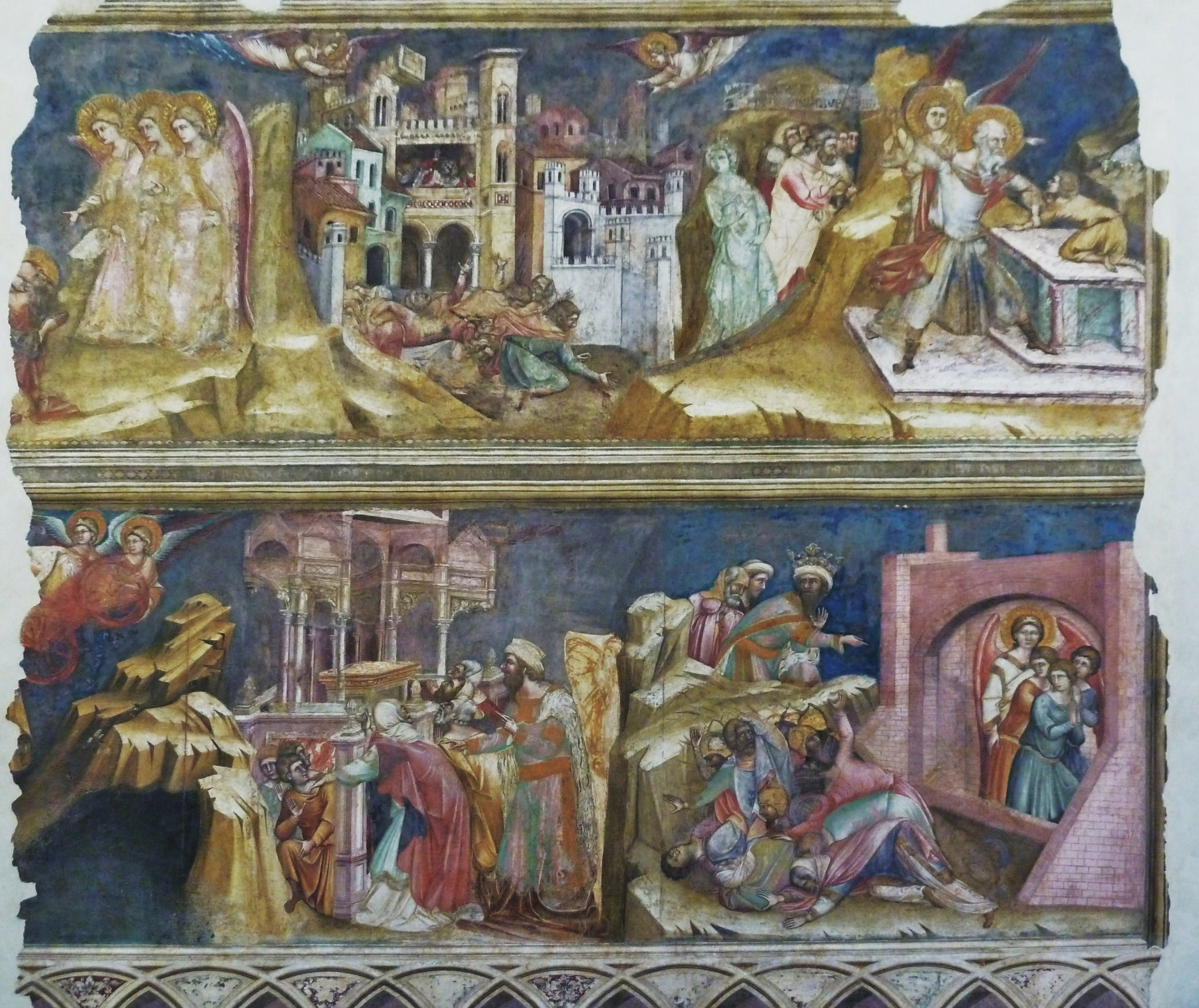
Lodžie dei Carraresi
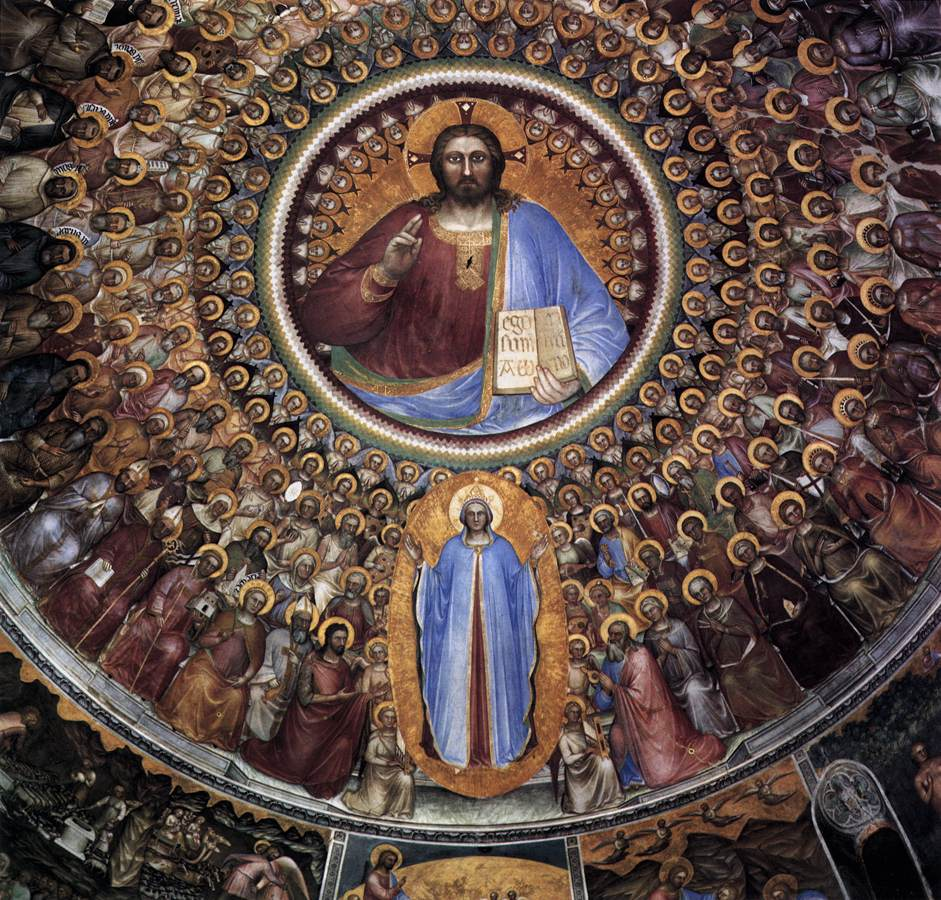
Baptisterium v Padově
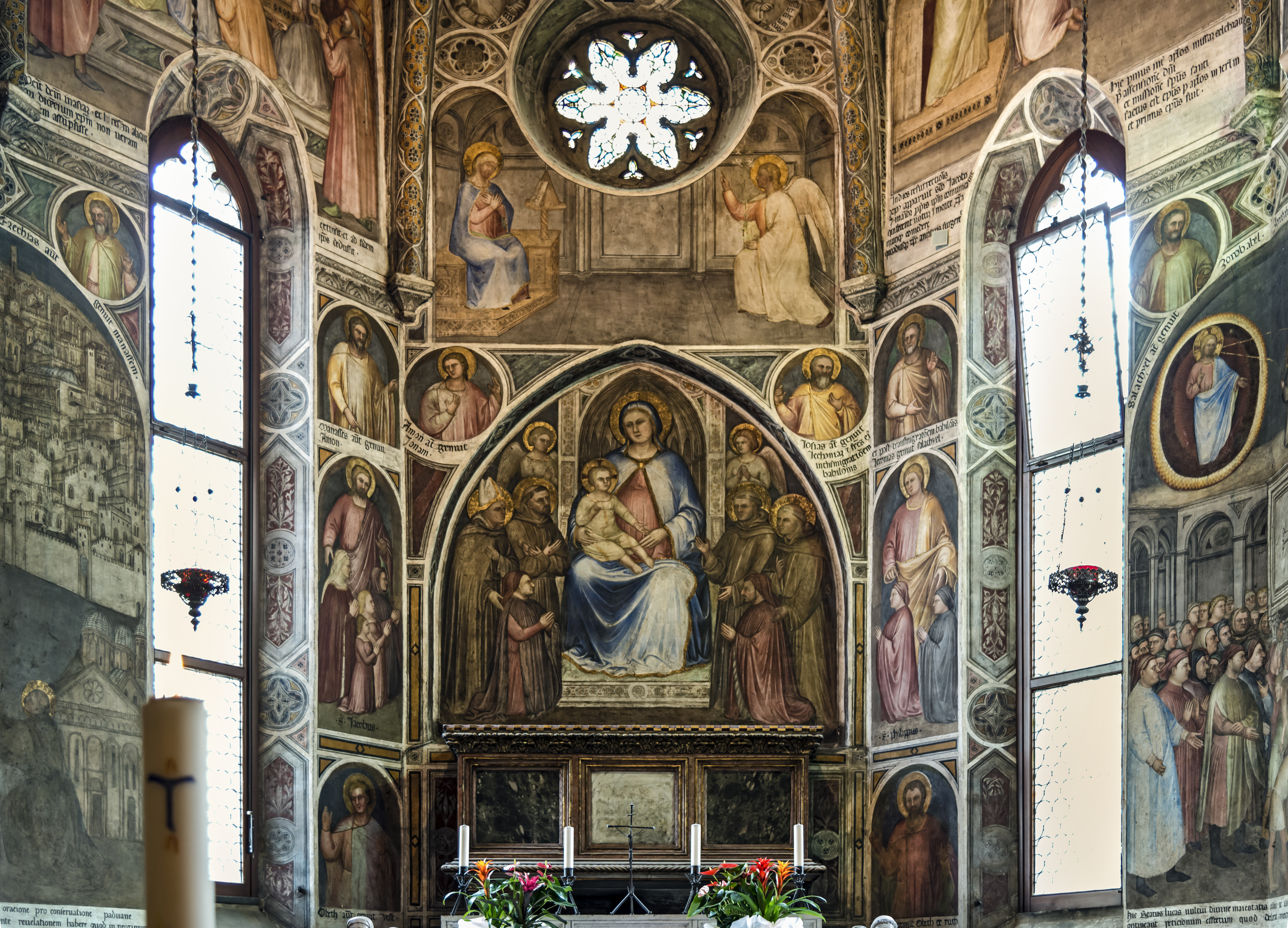
Bazilika svatého Antonína
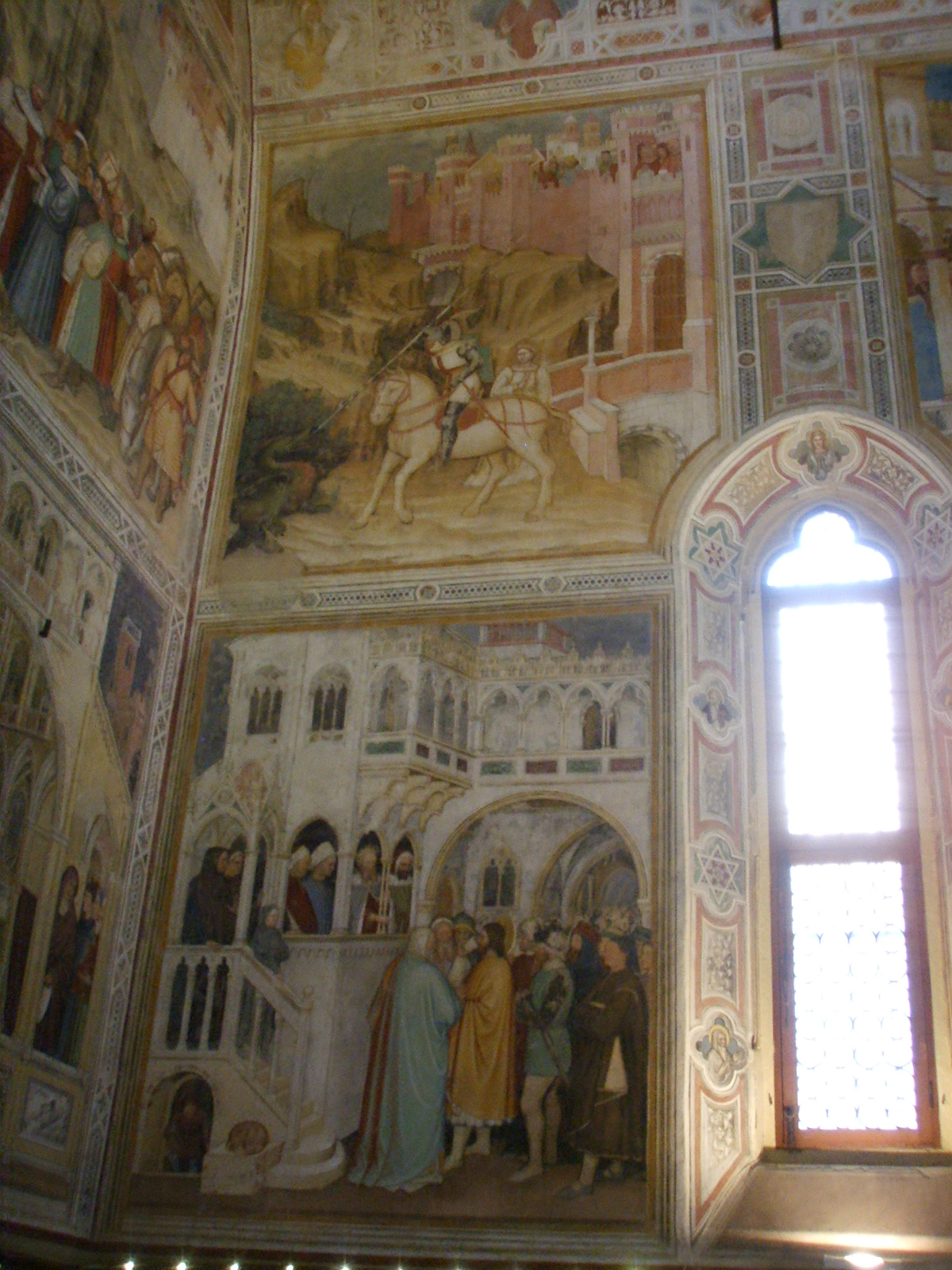
Oratorium San Giorgio
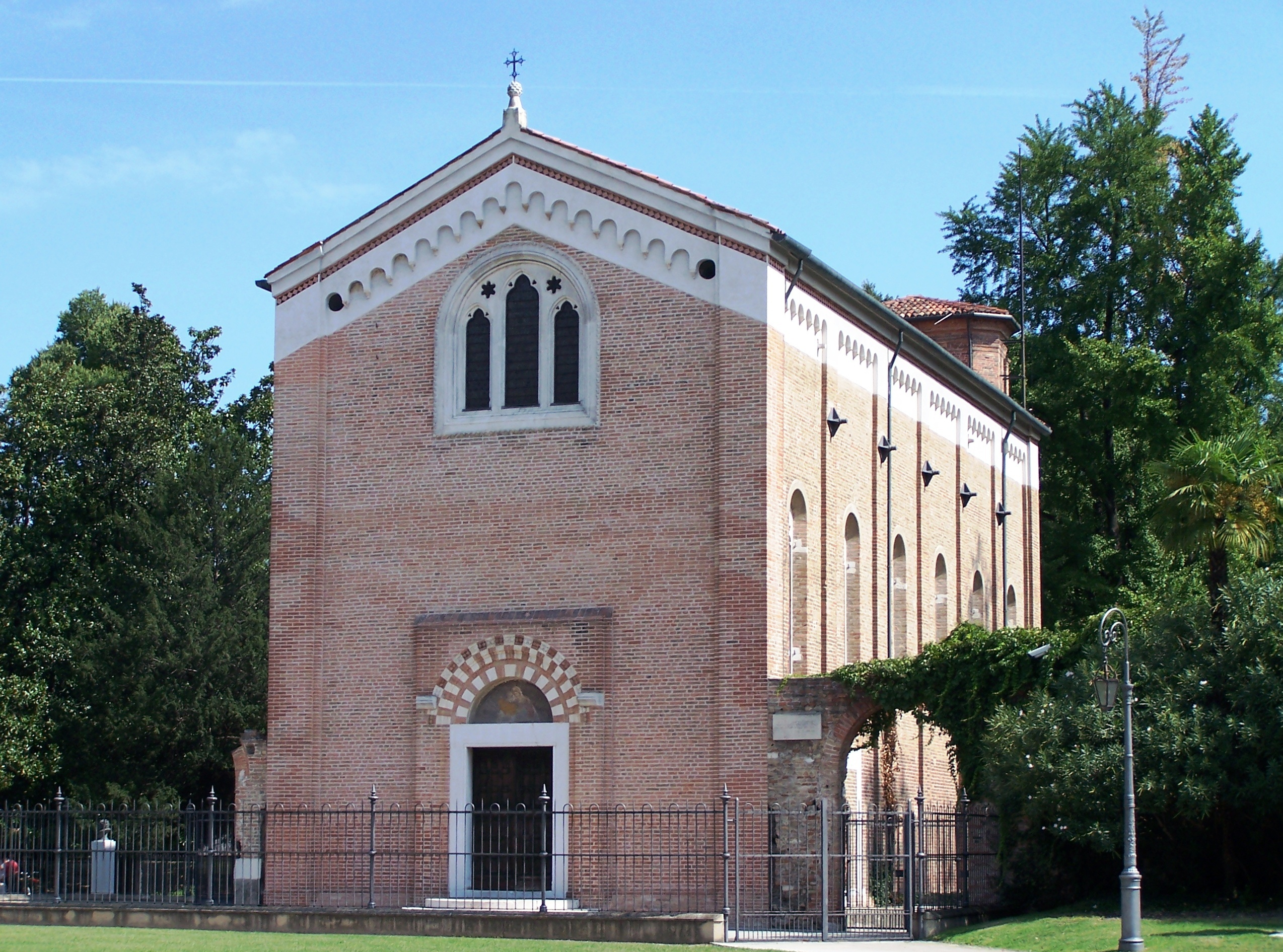
Kaple Scrovegni
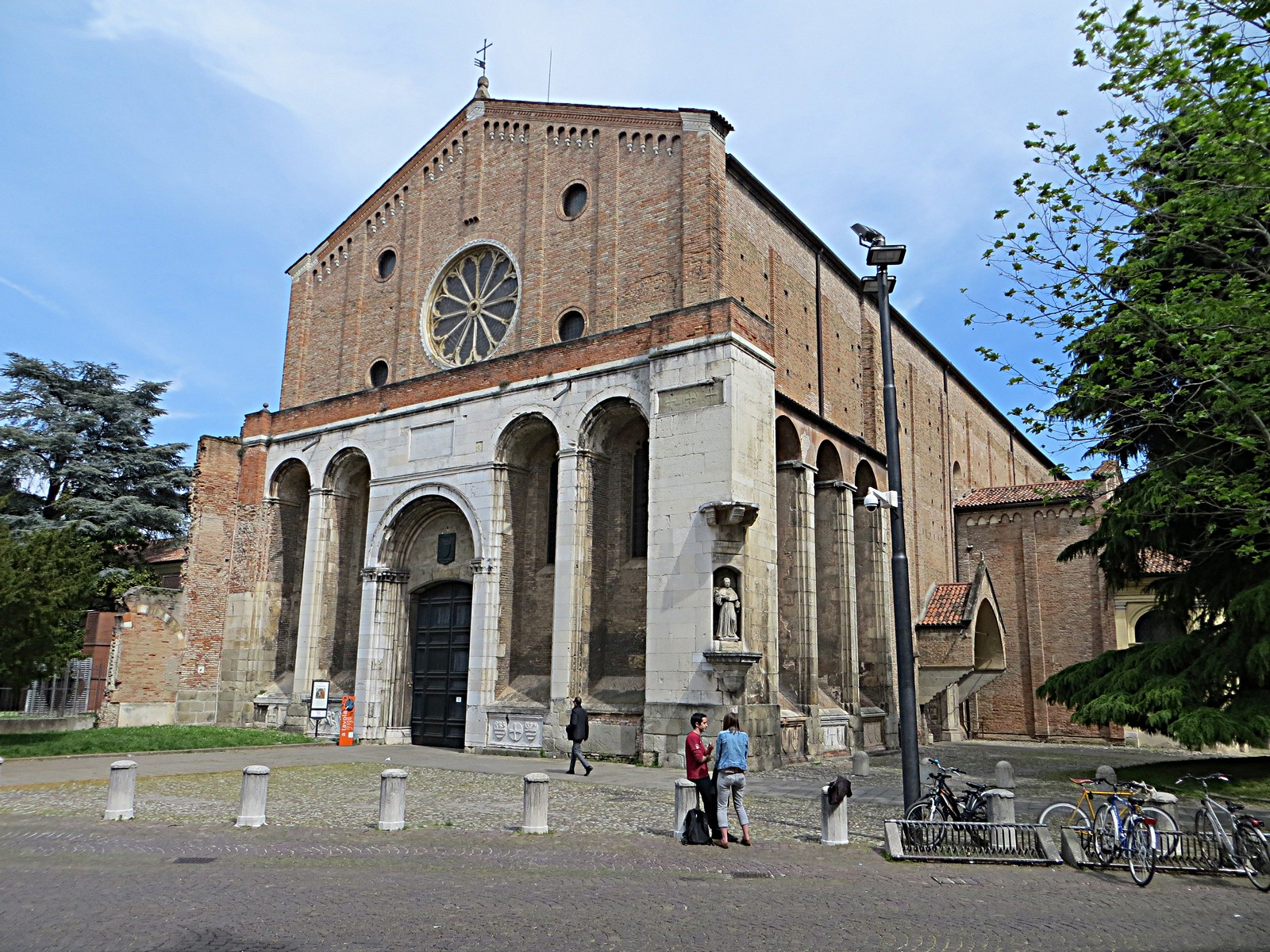
Kostel Eremitani
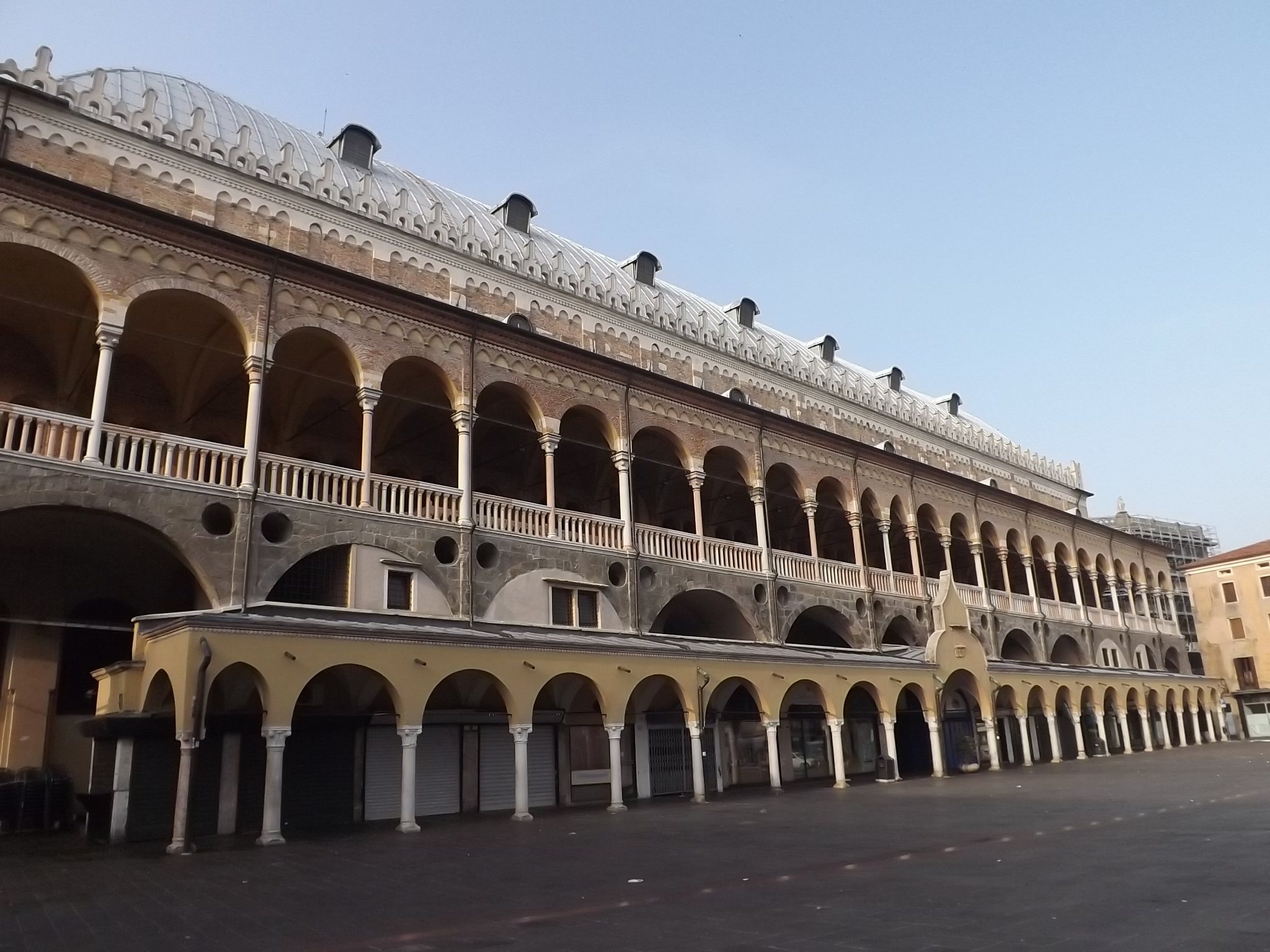
Palác Ragione
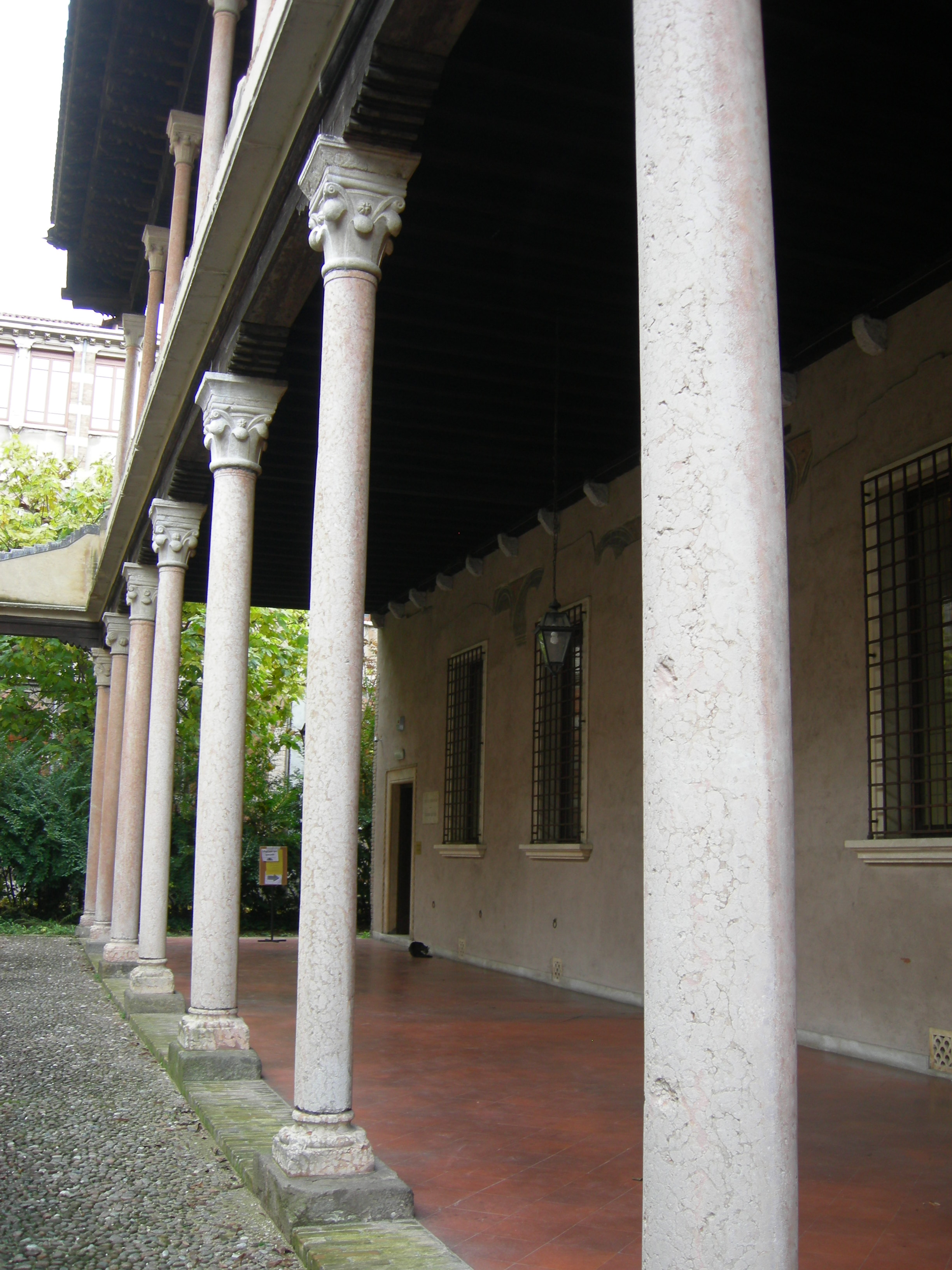
Lodžie dei Carraresi
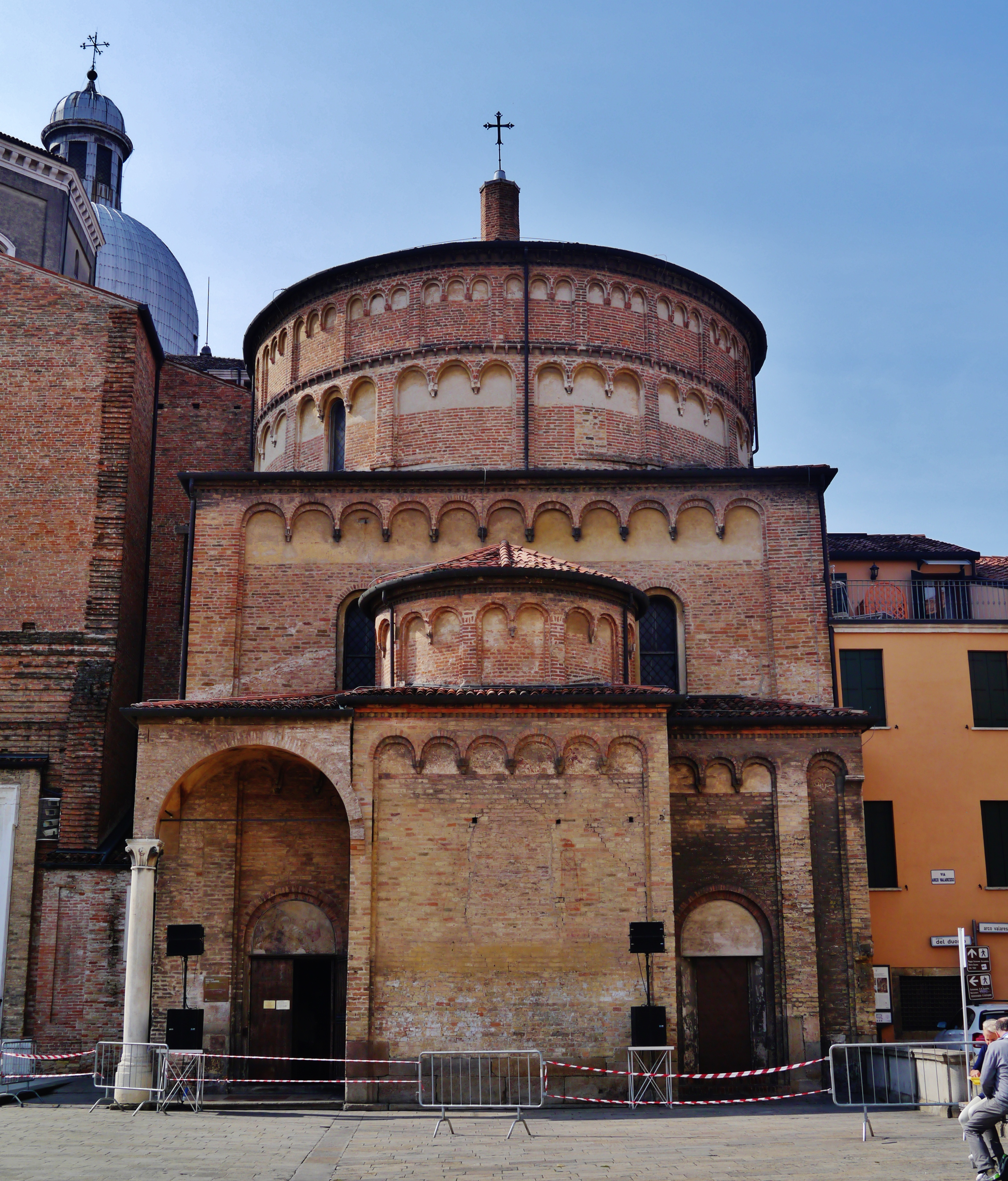
Baptisterium v Padově
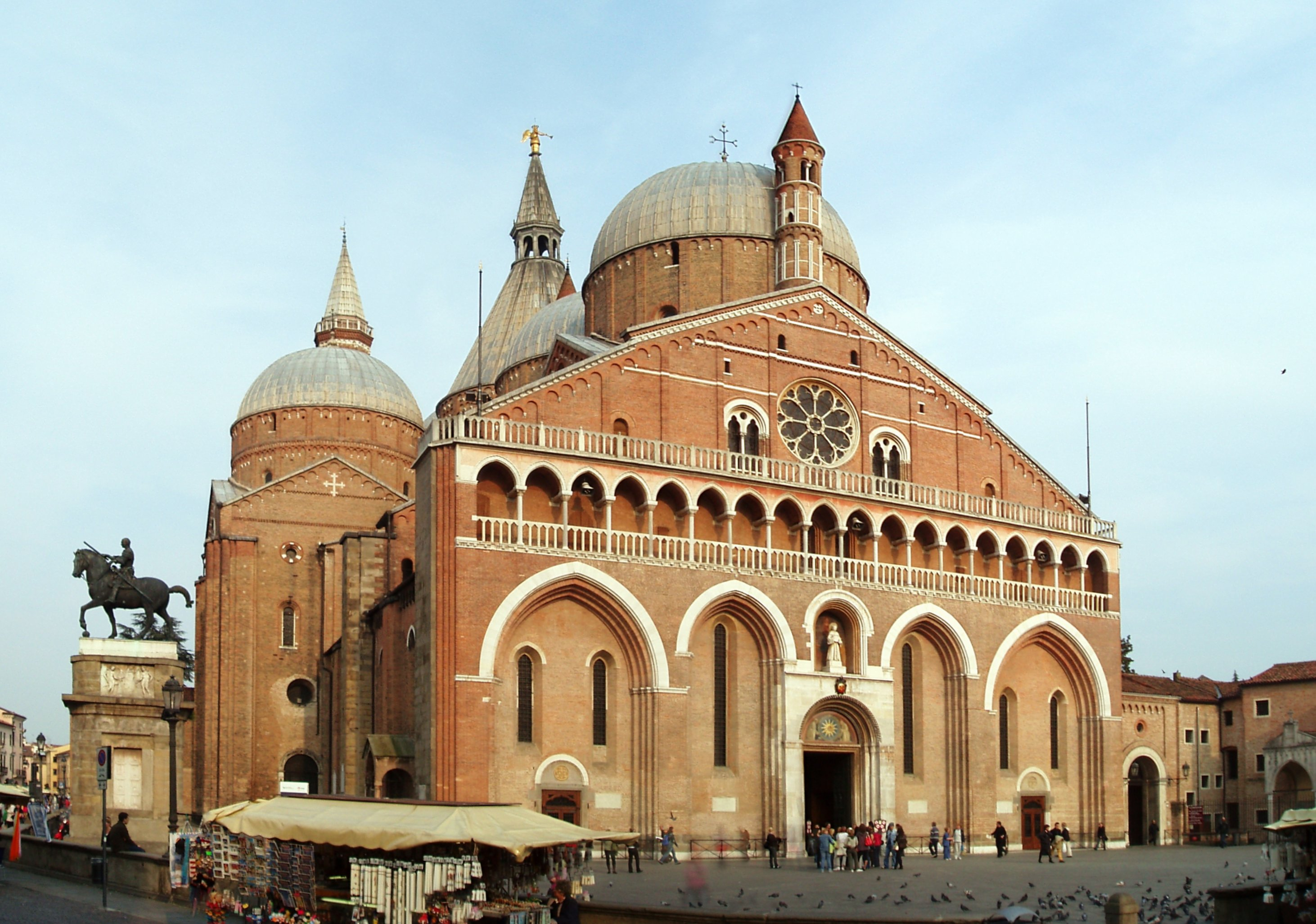
Bazilika svatého Antonína
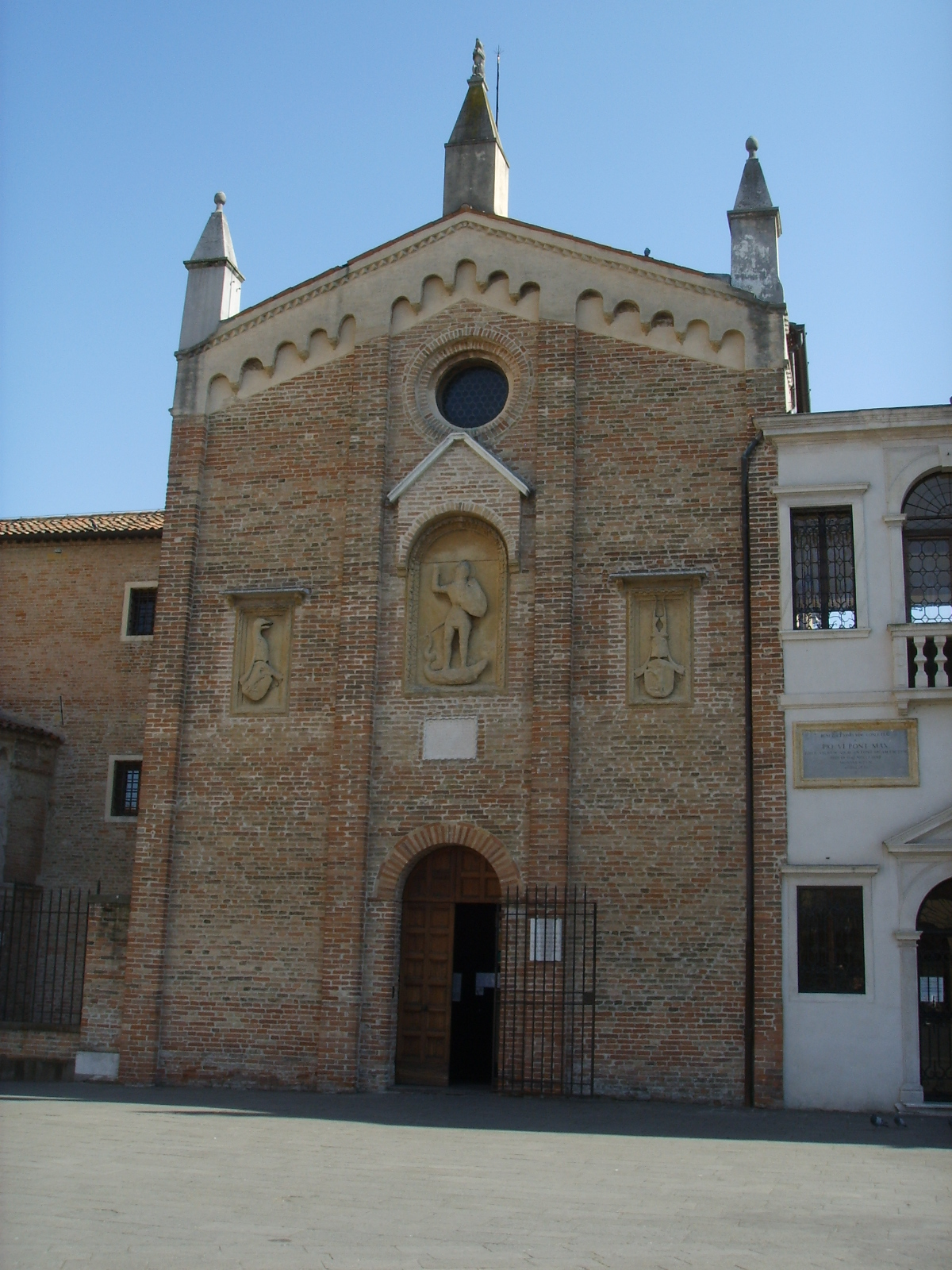
Oratorium San Giorgio